# Еолика
Еолика (грч. Οιολυκα) је у грчкој митологији била нимфа.

## Етимологија
Њено име има значење „усамљени вук“, а изведено је од грчких речи oios и lykos.

## Митологија
Била је нимфа халијада и према Ибику, кћерка гиганта Бријареја. Значење њног имена сугерише на „вилице“ разорних таласа које су стварали њени могући родитељи; Бријареј, као божанство олује и Кимополеја, као божанство таласа. Неки извори ову нимфу описују као гиганта, што је био и њен отац. Ибик је писао да је према једној причи, Хиполитин појас, који је Херакле имао задатак да узме, припадао овој нимфи.